# Joshua Bassett

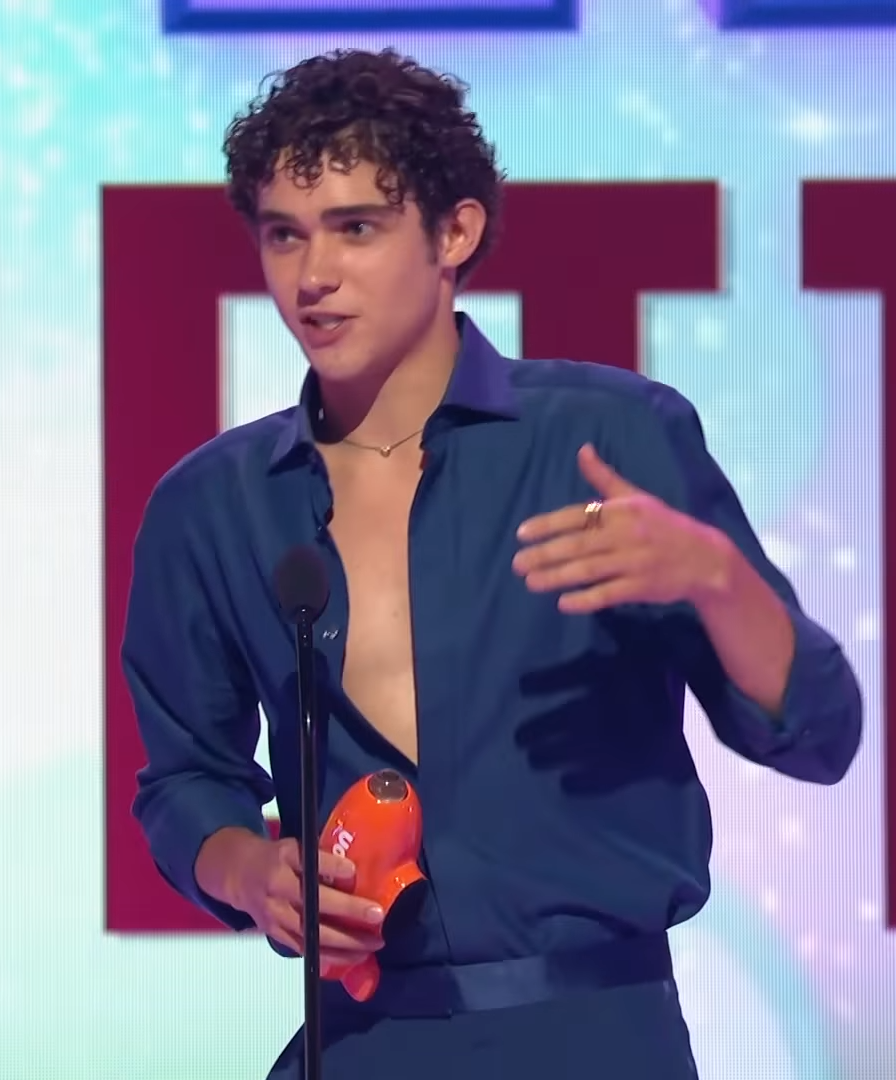
Joshua Bassett bei der Verleihung der Nickelodeon Kids’ Choice Awards 2022

Joshua T. Bassett (* 22. Dezember 2000 in Oceanside, Kalifornien) ist ein US-amerikanischer Schauspieler, Sänger und Songwriter. Bekannt wurde er durch seine Rolle des Ricky in der Fernsehserie High School Musical: Das Musical: Die Serie.

## Leben
Bassett ist Sohn von Taylor und Laura Bassett. Er hat fünf Schwestern. Er ging nicht zur Schule, sondern wurde zuhause unterrichtet.
Erste Erfahrungen im Bereich Musical sammelte er im Alter von acht Jahren. Seitdem spielte er in über 30 Musical Produktionen mit.
Neben dem Schauspiel singt Bassett, spielt Klavier, Gitarre und Schlagzeug.
Seine erste größere, wiederkehrende Rolle spielte Bassett in der Disney-Channel-Serie Stuck in the Middle, in der er Aidan Peters verkörperte.
Seit 2019 spielt er als Ricky Bowen in der High-School-Musical-Spin-Off-Serie High School Musical: Das Musical: Die Serie seine erste Hauptrolle. Er hat außerdem mit Olivia Rodrigo das Lied Just for a Moment aus dem Soundtrack der Serie geschrieben.
Im Frühjahr 2020 unterzeichnete Bassett einen Vertrag mit der United Talent Agency. Seine Debütsingle Common Sense erschien am 3. April für Download und Streaming. Am 16. Juli 2020 erschien seine zweite Single Anyone Else. Seine dritte Single Lie Lie Lie erschien am 15. Januar 2021. Am 12. März 2021 erschien sein EP Joshua Bassett – EP.
Mitte Mai 2021 traten nach einem Interview Spekulationen in sozialen Netzwerken auf, Bassett würde sich als queer identifizieren. In dem Interview bezeichnete er den englischen Sänger Harry Styles unter anderem als "heiß". Bassett gab im Juni 2021 in einem Interview mit GQ bekannt, dass er Mitglied der LGBT-Community sei. 2023 empfing er das Sakrament der Taufe.

## Diskografie
EPs 
- 2021: Joshua Bassett

Singles
- 2020: Common Sense
- 2020: Anyone Else
- 2020: Just for a Moment (mit Olivia Rodrigo)
- 2021: Lie Lie Lie
- 2021: Only a Matter of Time
- 2021: Feel Something
- 2021: Crisis
- 2021: Secret
- 2021: Set Me Free

## Filmografie
| Jahr      | Titel                                       | Rolle        | Anmerkung                                             |
| --------- | ------------------------------------------- | ------------ | ----------------------------------------------------- |
| 2017      | Lethal Weapon                               | Will         | Episode: "Flight Risk"                                |
| 2018      | Game Shakers – Jetzt geht’s App             | Brock        | Episode: "Babe & The Boys"                            |
| 2018      | Dirty John                                  | Teenage John | Episode: "Lord High Executioner"                      |
| 2018      | Mittendrin und kein Entkommen               | Aidan Peters | Wiederkehrend in neun Episoden                        |
| 2019      | Grey’s Anatomy                              | Linus        | Episoden: "Girlfriend in a Coma", "I Want a New Drug" |
| 2019–2023 | High School Musical: Das Musical: Die Serie | Ricky Bowen  | männliche Hauptrolle                                  |

## Bühnenrollen
| Jahr | Titel         | Rolle | Anmerkungen                         |
| ---- | ------------- | ----- | ----------------------------------- |
| 2018 | Calvin Berger | Matt  | Hudson Backstage Theatre, Hollywood |

## Auszeichnungen und Nominierungen
| Jahr | Auszeichnung                    | Kategorie             | Arbeit                                      | Ergebnis  |               |
| ---- | ------------------------------- | --------------------- | ------------------------------------------- | --------- | ------------- |
| 2020 | Nickelodeon Kids’ Choice Awards | Favorite Male TV Star | High School Musical: Das Musical: Die Serie | nominiert | [ 21 ] [ 22 ] |
| 2021 | Nickelodeon Kids’ Choice Awards | Favorite Male TV Star | High School Musical: Das Musical: Die Serie | nominiert |               |